# 🗿
 🗿 is een teken uit de Unicode-karakterset dat een moai voorstelt, de iconische standbeelden die men op Paaseiland aantreft. De officiële Nederlandse omschrijving is "moai-beeld". Deze emoji is in 2010 geïntroduceerd met de Unicode 6.0-standaard.

## Betekenis
Deze emoji wordt gebruikt als metoniem voor het Paaseiland, maar wordt ook in de praktijk gebruikt om een stoïcijnse gezichtsuitdrukking mee weer te geven, en ook wel bij droge humor.

## Oorsprong
Deze emoji is vroeg geïntroduceerd, in Unicode 6.0, en heeft een oorsprong in eerdere Japanse emojisets. Dit gegeven, alsook dat de officiële naam Moyai is, geeft aan dat de oorsprong niet zozeer een echt paasbeeld is, maar een beeld (genaamd Moyai) dat zich in Tokio in de buurt van het station van Shibuya bevindt.

## Codering

De Twemoji-implementatie

### Unicode
In Unicode vindt men de 🗿 onder de code U+1F5FF (hex).

### HTML
In HTML kan men in hex de volgende code gebruiken: &#x1F5FF;

### Shortcode
In software die shortcode ondersteunt zoals Github en Slack kan het karakter worden opgeroepen met de code :moyai:.

### Unicode-annotatie
De Unicode-annotatie voor toepassingen in het Nederlands (bijvoorbeeld een Nederlandstalig smartphonetoetsenbord) is moai-beeld. De emoji is ook te vinden met de sleutelwoorden gezicht, moai en standbeeld.